# Ernest Arrighi de Casanova
Ernest Louis Henri Hyacinthe Arrighi de Casanova (Parigi, 26 settembre 1814 – Parigi, 28 marzo 1888) è stato un nobile, politico bonapartista francese.

## Biografia
Ernest Louis Henri Hyacinthe era figlio di Jean Toussaint Arrighi de Casanova (1778 - 1853) e di sua moglie, Anne Rose Zoé de Montesquiou Fezensac (1792 - 1817, figlia di Henri, I conte di Montesquiou Fezensac e dell'impero, ciambellano di Napoleone I. 
Nel 1833 entrò nella École polytechnique da dove uscì nel 1835 col grado di tenente del genio nel 3º reggimento e dimettendosi poi nel 1839. Durante il periodo della monarchia di luglio, venne tenuto come suo padre alla lontana da funzioni pubbliche in quanto troppo legato al bonapartismo.
Fu quindi sindaco di Ris-Orangis dal 1º ottobre 1846 al 20 febbraio 1848, e poi dal 19 agosto 1848 al 14 febbraio 1849.
Legato alla famiglia Bonaparte, approdò nel mondo della politica solo quando il principe Luigi Napoleone divenne presidente della repubblica francese. Il 24 gennaio 1849 divenne prefetto del dipartimento della Seine-et-Oise e, con tale funzione, concorse al colpo di stato del 2 dicembre 1851 che portò il principe Napoleone sul trono.
Passò al Consiglio di Stato dove rimase sino al giugno del 1853 quando venne nominato senatore dopo la morte del duca di Padova suo padre. Vicesegretario del senato nel 1856, segretario nel 1857, venne nominato ministro dell'interno nel maggio del 1859, occupando tale incarico durante il delicato periodo della seconda guerra d'indipendenza italiana dove la Francia ebbe un ruolo predominante. Stese quindi una circolare nella quale invitava i prefetti dei vari dipartimenti francesi a mantenere una salda fedeltà alla dinastia imperiale, definendola "la chiave di volta dell'edificio sociale" sul quale la Francia si reggeva. Contrassegnò tutti i bollettini e le corrispondenze ufficiali della campagna militare oltre al decreto di amnistia voluto il 15 agosto successivo. A novembre del 1859, lasciò il suo posto a Adolphe Billault per ragioni di salute, ottenendone in cambio la gran croce della Legion d'onore.
Continuò a sedere in senato sino al 4 settembre 1870, quando decise di ritirarsi a vita privata, pur divenendo membro attivo del movimento politico dell'Appel au peuple d'ispirazione chiaramente bonapartista.

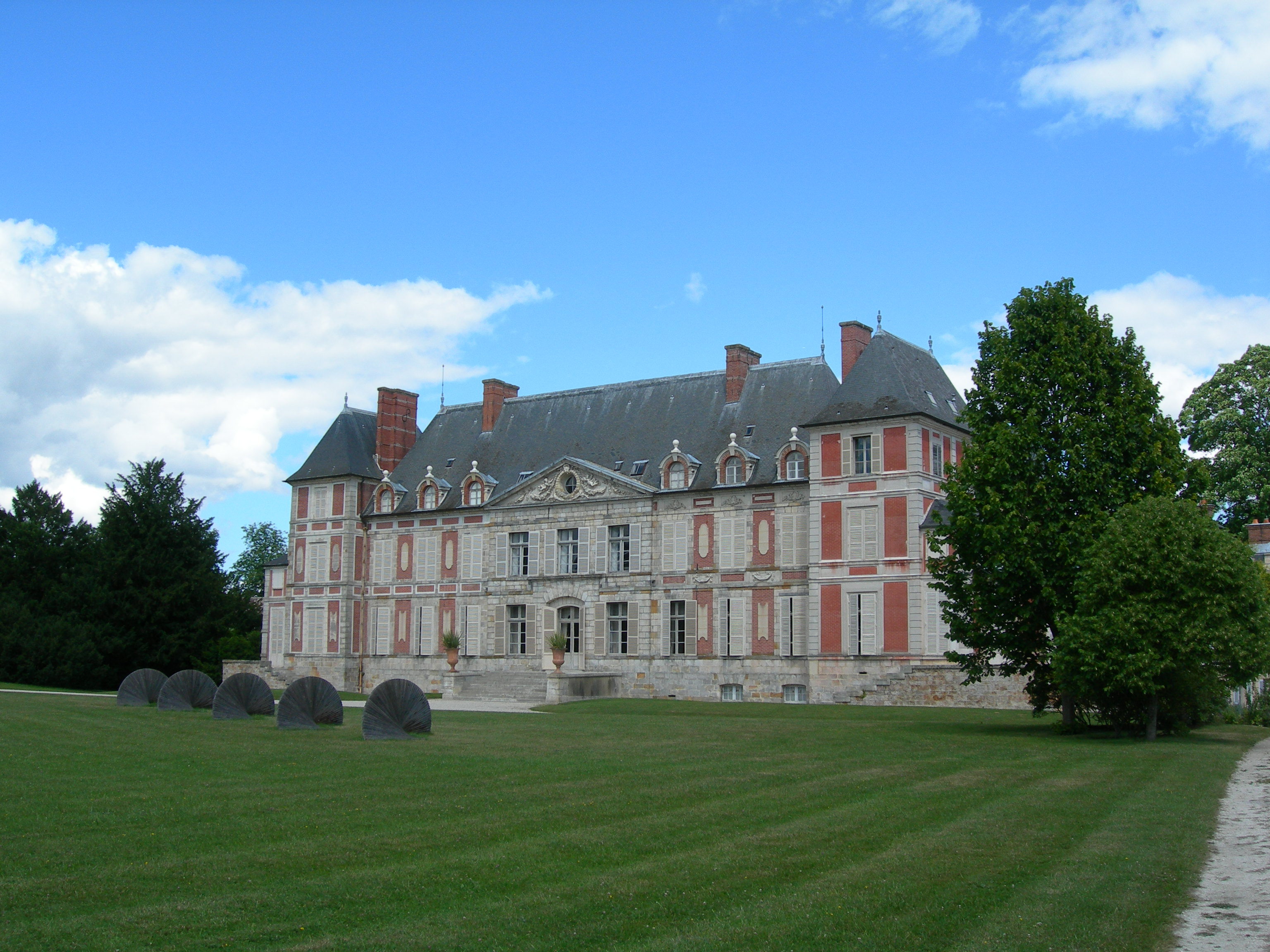
Il castello di Courson che fu proprietà di Ernest Arrighi de Casanova.

Nel 1871 divenne sindaco della cittadina di Courson-Monteloup e nel 1874 si portò a Chislehurst, in Inghilterra, per incontrare il principe ereditario Luigi Napoleone a nome del suo partito; venne sospeso per bonapartismo dal prefetto del Seine-et-Oise, Henri Limbourg.
Dopo aver tentato invano per ben due volte di essere eletto all'Assemblea Nazionale per la Seine-et-Oise, si rivolse agli elettori del dipartimento della Corsica ed il 20 febbraio 1876 venne eletto quale terzo deputato bonapartista per l'arrondissement di Calvi, raccogliendo 2535 voti su 4848 elettori. Sedette quindi nel gruppo parlamentare dell'Appel au peuple e sostenne con la minoranza il ministero del duca di Broglie.
Alle elezioni del 14 ottobre 1877 venne rieletto allo stesso collegio. Nella legislatura del 1877-1881, il duca di Padova votò contro i vari ministeri di sinistra chiamati in carica; si pronunciò contro l'amnistia, contro il ritorno del parlamento a Parigi, contro l'articolo 7, contro l'applicazione delle leggi esistenti alle congregazioni non autorizzate, contro il divorzio.
Morì nel 1888 e venne sepolto nel cimitero di Père-Lachaise a Parigi.

## Matrimonio e figli
Il 5 settembre 1842 a Parigi sposò Élise Françoise Joséphine Honnorez (20 febbraio 1824 - 1º settembre 1876), figlia di Florent François Daniel Honnorez (1780-1830), proprietario e sindaco del comune di Ghlin, e di sa moglie, Adèle Narcisse Defontaine (1803-1875). Da questo matrimonio nacque una figlia:
- Marie Adèle Henriette (11 settembre 1849 - 19 dicembre 1929), sposò il 14 maggio 1870 a Parigi, Georges Ernest Maurice de Riquet (10 aprile 1845 - 28 settembre 1931), duca di Caraman.

Vedovo, si risposò nel novembre del 1877 con Marie Marguerite Adèle Bruat (31 agosto 1844 - 1928), figlia dell'ammiraglio di Francia Armand Joseph Bruat e di sua moglie Caroline Félicie Peytavin (12 marzo 1821 - ?).

## Ascendenza
|                                                                              |                                                              |                                                   | Genitori                                             |  |  | Nonni |  |  | Bisnonni                                |  |  | Trisnonni                            |  |
|                                                                              |                                                              |                                                   |                                                      |  |  |       |  |  | Jean-Thomas Arrighi de Casanova, nobile |  |  | Antoine Baptiste Arrighi de Casanova |  |
|                                                                              |                                                              |                                                   |                                                      |  |  |       |  |  | Jean-Thomas Arrighi de Casanova, nobile |  |  | Antoine Baptiste Arrighi de Casanova |  |
|                                                                              |                                                              | Madeleine de Signorio                             |                                                      |  |  |       |  |  | Jean-Thomas Arrighi de Casanova, nobile |  |  |                                      |  |
| Hyacinthe Arrighi de Casanova, barone                                        |                                                              |                                                   |                                                      |  |  |       |  |  | Jean-Thomas Arrighi de Casanova, nobile |  |  |                                      |  |
|                                                                              |                                                              | Marie Anne Biadelli                               | ?                                                    |  |  |       |  |  |                                         |  |  |                                      |  |
|                                                                              |                                                              | Marie Anne Biadelli                               | ?                                                    |  |  |       |  |  |                                         |  |  |                                      |  |
|                                                                              |                                                              | Marie Anne Biadelli                               | ?                                                    |  |  |       |  |  |                                         |  |  |                                      |  |
| Jean Toussaint Arrighi de Casanova, I duca di Padova                         |                                                              | Marie Anne Biadelli                               |                                                      |  |  |       |  |  |                                         |  |  |                                      |  |
|                                                                              |                                                              | Giacinto Bénielli                                 | Marco Ariotto Bénielli                               |  |  |       |  |  |                                         |  |  |                                      |  |
|                                                                              |                                                              | Giacinto Bénielli                                 | Marco Ariotto Bénielli                               |  |  |       |  |  |                                         |  |  |                                      |  |
|                                                                              |                                                              | Giacinto Bénielli                                 | Maria Maddalena Cunéo d'Ornano                       |  |  |       |  |  |                                         |  |  |                                      |  |
| Marie-Antoinette Bénielli                                                    |                                                              | Giacinto Bénielli                                 |                                                      |  |  |       |  |  |                                         |  |  |                                      |  |
|                                                                              |                                                              | Marianna Pietrasanta                              | Giuseppe Maria Pietrasanta                           |  |  |       |  |  |                                         |  |  |                                      |  |
|                                                                              |                                                              | Marianna Pietrasanta                              | Giuseppe Maria Pietrasanta                           |  |  |       |  |  |                                         |  |  |                                      |  |
|                                                                              |                                                              | Marianna Pietrasanta                              | Maria Giuseppa Malerba                               |  |  |       |  |  |                                         |  |  |                                      |  |
| Ernest Arrighi de Casanova, II duca di Padova                                |                                                              | Marianna Pietrasanta                              |                                                      |  |  |       |  |  |                                         |  |  |                                      |  |
|                                                                              | Anne-Pierre de Montesquiou-Fézensac, marchese di Montesquiou | Pierre de Montesquiou, signore di Mauperthuis     |                                                      |  |  |       |  |  |                                         |  |  |                                      |  |
|                                                                              | Anne-Pierre de Montesquiou-Fézensac, marchese di Montesquiou | Pierre de Montesquiou, signore di Mauperthuis     |                                                      |  |  |       |  |  |                                         |  |  |                                      |  |
|                                                                              | Anne-Pierre de Montesquiou-Fézensac, marchese di Montesquiou | Gertrude Marie Louise Bombarde de Beaulieu        |                                                      |  |  |       |  |  |                                         |  |  |                                      |  |
| Henri de Montesquiou-Fézensac, I conte di Montesquiou-Fézensac e dell'impero | Anne-Pierre de Montesquiou-Fézensac, marchese di Montesquiou |                                                   |                                                      |  |  |       |  |  |                                         |  |  |                                      |  |
|                                                                              |                                                              | Jeanne Marie Hocquart de Montfermeil              | Jean Hyacinthe Hocquart, signore di Montfermeil      |  |  |       |  |  |                                         |  |  |                                      |  |
|                                                                              |                                                              | Jeanne Marie Hocquart de Montfermeil              | Jean Hyacinthe Hocquart, signore di Montfermeil      |  |  |       |  |  |                                         |  |  |                                      |  |
|                                                                              |                                                              | Jeanne Marie Hocquart de Montfermeil              | Marie Anne Gaillard de La Bouëxière                  |  |  |       |  |  |                                         |  |  |                                      |  |
| Anne Rose Zoé de Montesquiou Fezensac                                        |                                                              | Jeanne Marie Hocquart de Montfermeil              |                                                      |  |  |       |  |  |                                         |  |  |                                      |  |
|                                                                              |                                                              | Guillaume-Joseph Dupleix, signore di Bacquencourt | Charles-Claude-Ange Dupleix, signore di Bacquencourt |  |  |       |  |  |                                         |  |  |                                      |  |
|                                                                              |                                                              | Guillaume-Joseph Dupleix, signore di Bacquencourt | Charles-Claude-Ange Dupleix, signore di Bacquencourt |  |  |       |  |  |                                         |  |  |                                      |  |
|                                                                              |                                                              | Guillaume-Joseph Dupleix, signore di Bacquencourt | Jeanne-Henriette de Laleu                            |  |  |       |  |  |                                         |  |  |                                      |  |
| Augustine Françoise Dupleix de Bacquencourt                                  |                                                              | Guillaume-Joseph Dupleix, signore di Bacquencourt |                                                      |  |  |       |  |  |                                         |  |  |                                      |  |
|                                                                              |                                                              | Jeanne de Nogué de Sévignac                       | François de Nogué, signore di Sévignac               |  |  |       |  |  |                                         |  |  |                                      |  |
|                                                                              |                                                              | Jeanne de Nogué de Sévignac                       | François de Nogué, signore di Sévignac               |  |  |       |  |  |                                         |  |  |                                      |  |
|                                                                              |                                                              | Jeanne de Nogué de Sévignac                       | Orosie de Laborde                                    |  |  |       |  |  |                                         |  |  |                                      |  |
|                                                                              |                                                              | Jeanne de Nogué de Sévignac                       |                                                      |  |  |       |  |  |                                         |  |  |                                      |  |

## Araldica
| Stemma | Descrizione                                  | Blasonatura |
|        | Ernest Arrighi de Casanova II duca di Padova | Inquartato: nel 1° e nel 4° d'argento alla croce tralicciata d'azzurro; nel 2° e nel 3° d'oro alla sfinge di nero sdraiata su una base di rosso, tenente uno stendardo turco a tre code di cavallo, posto in sbarra, di nero; capo dei duchi dell'impero. Corona da duca. |